# Altomünster
Altomünster egy község Németországban, Bajorország déli részén. Lakosainak száma 8131 fő (2023. december 31.).

## Története
A települést 750-ben egy Alto nevű utazó szerzetes alapította, aki itt telepedett le és egy kis kolostort alapított, majd 1000 előtt Guelph épített itt bencés kolostort, később pedig a korábban Altdorfban székelő apácáké lett. A kolostor 1488-ig fennállt, ekkor VIII. Ince pápa feloszlatta.

## Népesség
| Lakosok száma | 934  | 1359 | 4660 | 5563 | 7519 | 7594 | 7835 | 7970 | 7979 | 8131 |
|               | 1864 | 1925 | 1970 | 1987 | 2012 | 2013 | 2015 | 2017 | 2021 | 2023 |

## Itt születtek
- Faber Mátyás vagy Fabro Mátyás 1586 február 24 - Jezsuita rendi áldozópap, tanár, hitszónok és író.

## Megközelítése
Vasúton a müncheni S-Bahn S2 számú járatával.

## Testvértelepülései
- Nagyvenyim, Magyarország